# Subria nitida
Subria nitida är en insektsart som beskrevs av Carl Stål 1874. Subria nitida ingår i släktet Subria och familjen vårtbitare. Inga underarter finns listade i Catalogue of Life.